# ليلاب
ليلاب هي قرية في مقاطعة ورزقان، إيران. عدد سكان هذه القرية هو 591 في سنة 2006.